# Je danse dans ma tête
Je danse dans ma tête (ang. I Dance In My Head, pol. Tańczę w mojej głowie) jest piosenką z albumu Céline Dion Dion chante Plamondon. „Je danse dans ma tête” została wydana jako 3 singiel (tylko radiowy) w Kanadzie (3 lutego 1992 r.) i pierwszy singiel komercyjny we Francji (6 kwietnia 1992 r.)
Do piosenki zrobiono dwa remixy (Europe mix i club Europe mix), które zostały umieszczone się na singlu wydanym we Francji.
Teledysk do utworu został wyreżyserowany przez Alaina Desrochersa i wydany w kwietniu 1992 roku. Klip wygrał nagrodę MuchMusic Video Award w kategorii Best Adult Contemporary Video (1992 r.). Można go znaleźć na kompilacji DVD Dion On ne change pas wydanej w 2005 roku.
Wersja na żywo „Je danse dans ma tête” pojawia się na albumie Dion À l’Olympia. Piosenka została włączona również do kompilacji największych przebojów francuskojęzycznych Kanadyjki On ne change pas wydanej w 2005 roku.
„Je danse dans ma tête” doszedł do 3 miejsca na liście najczęściej granych piosenek w stacjach radiowych w Quebec i był obecny na liście przez 14 tygodni.

## Formaty i traclisty
Francuski CD singiel
1. „Je danse dans ma tête” – 4:14
2. „Un garçon pas comme les autres (Ziggy)” – 2:58

Francuski CD maxi singiel
1. „Je danse dans ma tête” – 4:14
2. „Un garçon pas comme les autres (Ziggy)” – 2:58
3. „Les uns contre les autres” – 3:10

## Oficjalne wersje
1. „Je danse dans ma tête” (Europe mix) – 4:34
2. „Je danse dans ma tête” (club Europe mix) – 6:34
3. „Je danse dans ma tête” (album version) – 4:14

## Pozycje, sprzedaż i certyfikaty
| Kraj                 | Pozycja | Certyfikat | Sprzedaż |
| -------------------- | ------- | ---------- | -------- |
| Quebec Airplay Chart | 3       | –          | –        |